# 犬之島
《犬之島》（英語：Isle of Dogs）是一部2018年美國和德國合製的成人定格動畫科幻喜劇劇情片，由魏斯·安德森執導。電影2018年3月23日在美國上映。

## 劇情
在一個未來主義的日本，犬流感的爆發遍布巨崎市（Megasaki），該流感可能具有被人畜共通傳染的風險。該市的獨裁市長小林賢治（Kenji Kobayashi）批准了一項將所有狗放逐到垃圾島的法令，儘管市長的政治對手渡邊教授堅持不懈，他說他已接近治癒狗流感，但該法令立即獲得批准。小林市長為了讓民眾們心服，主動驅逐出該市的第一隻狗，一條白色帶有黑色斑點的狗，名為小林斑點(Spots)，他是市長三年前收養的養子，12歲的孤兒阿中(小林中，Atari Kobayashi)的保鏢犬。
六個月後，阿中偷走了一架輕型飛機，然後駕駛它前往垃圾島（Trash Island）（現在被稱為“犬之島”）以搜尋斑點的下落。但在飛往犬之島的途中飛機發生故障，阿中墜機降落後，他被一隻名為“老大”（Chief）的黑狗帶領的狗群搭救，老大從小就是流浪犬，然而他所帶領的狗群成員霸王(Rex)、老闆(Boss)、公爵(Duke)及國王(King)都是曾經有人類主人飼養的犬隻。雖然老大對人類沒有好感，但在大家共同投票下，狗群還是決定幫助阿中尋找斑點。在他們的幫助下，阿中首先找到了一個上鎖的堅固籠子，裡面的狗已經化成了一堆白骨，阿中從被塵土覆蓋的狗牌上認出了疑似斑點的字因而傷心欲絕。但就在阿中修復完飛機，起飛準備離開之際，霸王(Rex)才發現狗牌上的名字是Sport而非Spots，這讓阿中又燃起了一線希望。小林市長為了搜索阿中的下落派出了救援隊想要強制把阿中帶回巨崎市，但在阿中及狗群的抵抗下他們成功擊退救援隊。當晚阿中幫狗群檢查身體狀況，惟有受傷最嚴重的老大不願配合；在老大離開眾人的棲身處到外頭喝水時，出現一隻雌性的表演犬豆蔻(Nutmeg)說服他幫助男孩。當晚狗群決定前往遠處擱淺的拖船上向狗"木星"(Jupiter)及"先知"(Oracle)那裡尋求建議，隔天他們與木星及先知碰面後，木星推測斑點可能被謠傳為食狗族，在放逐令實施前即存在島上的狗部落俘虜。
同時，渡邊教授終於開發出成功的血清可以治癒犬流感，並將成果展示給小林市長，但小林否決了該實驗結果，並拒絕取消原本的禁狗令。因渡邊教授反對小林市長的政策而被軟禁了起來，並由小林市長的劊子手多莫少校（Domo Major），下令用一塊放了毒物的壽司殺死軟禁中的教授。來自美國的交換生翠西·沃克（Tracy Walker），同時也是支持狗的激進組織的成員，她懷疑渡邊教授的死是早有預謀並與組織成員們著手調查，對於阿中的勇敢救狗行為產生了好感。據透露，小林市長及其政黨實際上是犬流感暴發的罪魁禍首，他們試圖消滅這些狗，就像小林的愛貓祖先試圖在1000年前做的那樣，它們被一個與阿中極為相似的傳奇武士挫敗了。
在他們的旅途中，老大、阿中與狗群成員因坐上了不同的纜車被迫暫時分開。阿中與老大在探索的過程中用簡易的美容用品給老大洗個澡，老大在清潔過後露出原本的毛色，白色帶有黑色斑點，而且他與斑點有著驚人的相似之處。兩人終於開始有了友情的連結，不久後他們重新加入其餘狗群，但遭到另一支小林救援隊的伏擊。這時，斑點率領狗部落幫助阿中的團隊跳河逃脫。 斑點認出了老大就是他的兄弟，在他被放逐時，狗部落將該籠子抬走並救出。狗部落是一群秘密實驗室的測試動物，在垃圾島發生海嘯後，就被遺棄在原地自生自滅。斑點成為他們的領導者，並與一個名為辣薄荷(Peppermint)的雌犬交往，他們有了愛的結晶。因此，斑點請求原主人阿中將其保護職責移交給老大，接替他保護阿中。 阿中和老大在感性的氛圍下接受了這個要求。島上的貓頭鷹飛來通知大家，小林已將所有流放的狗圍捕起來，並計劃用毒氣消滅它們。
翠西在收集好調查資料後（Tracy）當面詢問渡邊教授最親密的同事小野洋子（Yoko Ono），後者證實了翠西（Tracy）的陰謀論，並給了她最後一瓶血清。在重選儀式上，小林市長準備在翠西出示其腐敗證據時發出犬滅絕令。並同時撤銷了翠西的留學生許可證，這意味著翠西將不再被允許以交換生的身份待在日本學習。 阿中和狗群趕到現場，並在所有人的面前將血清施打在老大身上對其展示了血清確認可以治癒犬流感的功效。 阿中開始向人群演講，並朗誦他寫給小林市長的短詩，重新喚起了狗與人之間曾經存在的情誼。小林被阿中的誠懇的話語打動，正式撤銷了垃圾島上放逐犬隻的法令。憤怒的多莫少校（Domo Major）發動了機器狗攻擊小林成員； 斑點用他的一顆軍用炸藥炸毀了它，但是他和阿中在此過程中受了重傷。然後，多莫少校按下按鈕以觸發滅絕，只是由於翠西激進分子組織的破壞，使滅絕設備和機器人出現故障並失敗。 阿中和斑點被送往醫院，小林市長為了彌補過錯，主動捐出了他的一個腎臟來拯救他的侄子。
一個月後，由於小林繼任的法律法規，阿中（Atari）成為巨崎市(Megasaki City)的新市長，所有的狗兒都重新回歸社會並治癒了犬流感，而小林前市長及其同謀均因政治腐敗而鋃鐺入獄。恢復交換生身份的翠西和阿中成為情侶，而老大成為阿中的新保鏢犬，並開始與翠西的寵物狗豆蔻(Nutmeg)交往。同時，鏡頭下穿越層層建築到了一座寧靜的神社，一座斑點的雕像豎立在中間以紀念勇敢的他，辣薄荷順利的誕生了兩犬的孩子，康復的斑點與家人在神主的照顧下，安詳幸福的生活。

## 配音

### 垃圾島上的狗
- 布萊恩·克蘭斯頓 配音 老大（Chief），流浪狗。
- 愛德華·諾頓 配音 霸王（Rex），寵物狗。
- 比爾·莫瑞 配音 老闆（Boss），寵物狗。
- 傑夫·高布倫 配音 公爵（Duke），寵物狗，被驅逐至垃圾島上。
- 鮑勃·巴拉班 配音 國王（King），寵物狗。
- 哈維·凱托 配音 岡多（Gondo），垃圾島上一支狗群的領導者[7]。
- F·莫瑞·亞伯拉罕 配音 朱比特（Jupiter），對垃圾島了解甚多的狗。
- 李佛·薛伯 配音 斑點（Spots），護衛犬，在小林中出事後擔任他的保鑣，是第一隻被送往垃圾島的犬隻。
- 史嘉蕾·喬韓森 配音 豆蔻（Nutmeg），表演犬。
- 蒂達·史雲頓 配音 先知（Oracle），垃圾島上一隻能看得懂電視的狗，因而被稱為先知。
- 費舍·斯蒂文斯 配音 斯卡拉普（Scrap），與斑點交談過的一隻狗。
- 羅曼·科波拉（英语：Roman Coppola） 配音 伊戈（Igor），垃圾島上的一隻狗，在片中與老大搶食物。
- 卡拉·海沃德 配音 薄荷（Peppermint），斑點在垃圾島上的伴侶。

### 人類與其他
- 科宇藍金（Koyu Rankin） 配音 小林中（Atari Kobayashi），12歲的小男孩，雙親在三年前的新幹線大型事故中喪生，他是唯一的生還者，被遠房伯伯小林市長收為養子。因愛犬斑點被驅逐至垃圾島，於是他偷走一架飛機前去尋找。
- 野村訓市（英语：Kunichi Nomura） 配音 小林市長（Mayor Kobayashi），權勢龐大的市長，在犬隻爆發疫情後，堅持將犬隻送往垃圾島。
- 葛莉塔·潔薇 配音 崔西·沃克（Tracy Walker），來自美國辛辛那堤的高中交換學生，參與編寫《每日宣言報》。
- 法蘭絲·麥杜雯 配音 口譯員妮森（Interpreter Nelson）
- 伊藤晃（日语：伊藤晃 (俳優)） 配音 渡邊教授（Professor Watanabe），科學黨市長候選人，發現能治療狗群的解藥。
- 渡邊謙 配音 外科醫生
- 夏木麻里 配音 交換生寄宿家庭的婆婆
- 高山明 配音 度茂總管（Major Domo），小林市長的手下。
- 小野洋子 配音 科學家助手小野洋子（Assistant Scientist Yoko Ono），渡邊教授的助手。
- 寇特尼·B·凡斯 配音 旁白
- 野田洋次郎 配音 新聞主播
- 法蘭克·伍德（英语：Frank Wood (actor)） 配音 翻譯機

## 製作

### 發展

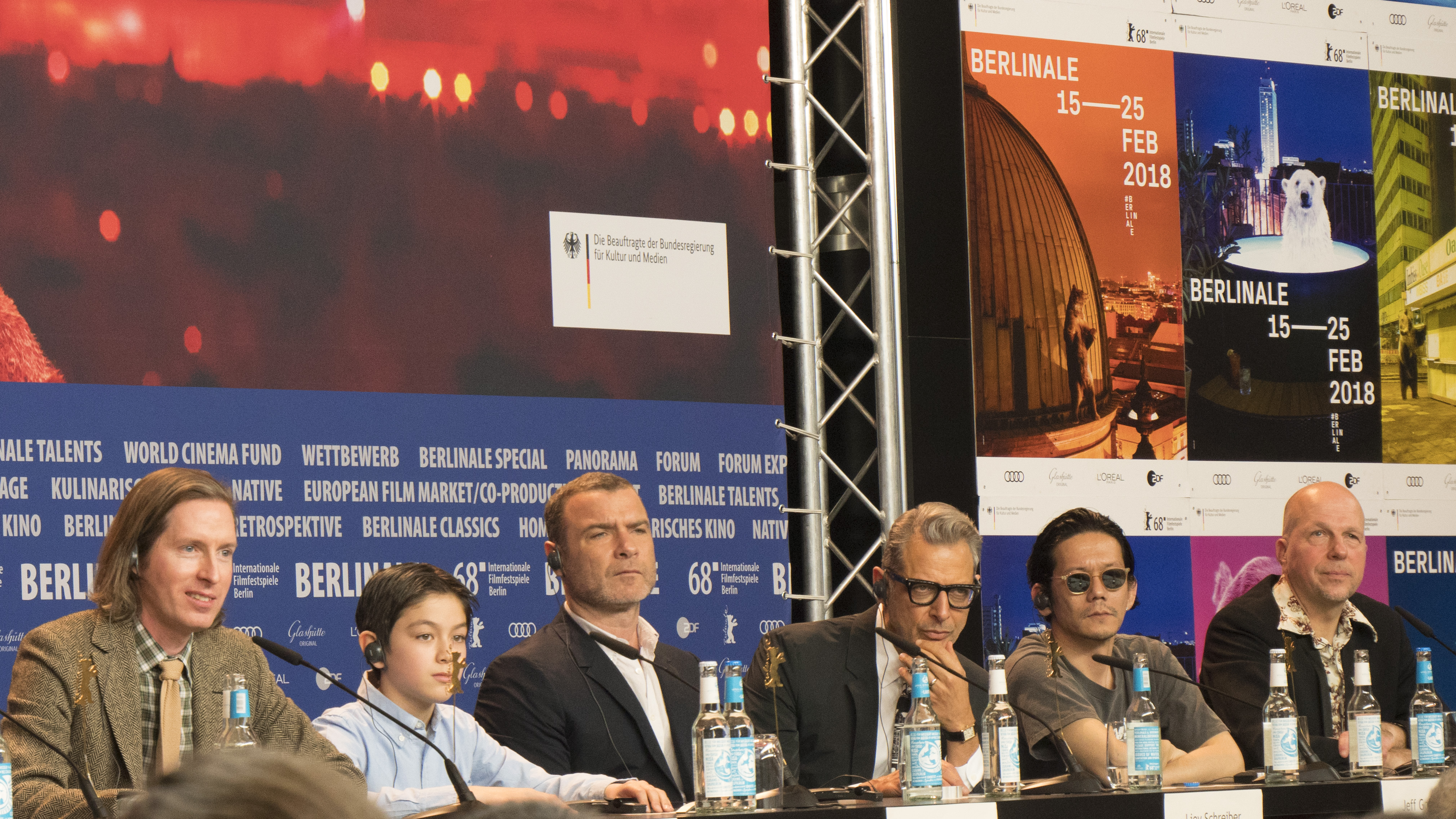
第68屆柏林影展《犬之島》記者發佈會

2015年10月，曾執導動畫電影《了不起的狐狸爸爸》的安德森宣佈他將會開始製作一部「和狗有關的」動畫電影，主演包括爱德华·诺顿、布莱恩·科兰斯顿和鮑勃·巴拉班。安德森亦提及該電影深受黑澤明電影及由藍金貝斯公司製作的定格动画假期特別節目的影響。

### 拍攝
正式拍攝於2016年10月在英格蘭進行。

## 發行
電影定於2018年3月23日於美國上映，由福斯探照燈影業發行。

### 獎項
電影導演魏斯·安德森於第68屆柏林影展贏得最佳导演银熊奖。

### 評價
在爛番茄上，本作基於264個專業影評給出89%的新鮮度，觀眾亦給出平均89%高評價。本片在Metacritic根據55條評論，獲得加權平均分數82分（滿分100分），2022年5月在Metacritic名列影史百大科幻電影第58名。《IndieWire》列出21世紀最佳41部動畫電影名冊裡，本片排名第24名。

### 漫畫
由望月峯太郎負責改編成漫畫，封面為大友克洋描繪。於講談社漫畫雜誌《Morning》2018年期間不定期連載（2018年第25号、第28号、第31号、第35号），單行本全1卷。台灣由大塊文化代理。
| 卷數 | 講談社        | 講談社                 | 大塊文化     | 大塊文化               |
| 卷數 | 發售日期      | ISBN                   | 發售日期     | ISBN                   |
| ---- | ------------- | ---------------------- | ------------ | ---------------------- |
| 全   | 2018年8月23日 | ISBN 978-4-06-513173-2 | 2019年6月7日 | ISBN 978-986-213-980-6 |